# ژانگ چانگهونگ
ژانگ چانگهونگ (انگلیسی: Zhang Changhong؛ زادهٔ ۱۴ فوریهٔ ۲۰۰۰) تیرانداز اهل چین است.
وی در مسابقات کشوری و بین‌المللی در مجموع برندهٔ ۳ مدال طلا، ۱ مدال نقره، ۶ مدال برنز شده‌است.